# Rovaniemi flygplats
Rovaniemi flygplats är en flygplats belägen ungefär 8 km från Rovaniemi i landskapet Lappland i Finland. Den kallas för Jultomtens flygplats. Flygplatsen kan maximalt ta emot flygplan av storleken Airbus A340.
Rovaniemi har blivit populärt bland syd- och centraleuropéer som weekendmål inför julen med barnen, då det ordnas rensafari och besök i tomtens verkstad. På 1990-talet ordnades det endagsturer från London med Concorde.
Platsen används delvis också som bas för militärflyg.

## Destinationer
| Flygbolag             | Destinationer |
| --------------------- | --- |
| Air France            | Säsong: Paris–Charles de Gaulle |
| Austrian Airlines     | Säsong: Wien |
| easyJet               | Säsong: Amsterdam, Berlin (börjar 5 december 2024), Birmingham (börjar 24 november 2024), Bordeaux (börjar 30 november 2024), Bristol, Edinburgh, Geneve (börjar 6 december 2024), London–Gatwick, London–Luton, Lyon (börjar 30 november 2024), Manchester, Milan–Malpensa, Neapel, Nice (börjar 30 november 2024), Paris–Charles de Gaulle |
| Edelweiss Air         | Säsongscharter: Zürich |
| Eurowings             | Säsong: Berlin, Düsseldorf, Hamburg (börjar 22 december 2024), Stuttgart (börjar 19 januari 2025) |
| Finnair               | Helsingfors Säsong: Tromsø |
| Iberia                | Säsong: Madrid |
| Israir Airlines       | Säsong: Tel Aviv |
| KLM                   | Säsong: Amsterdam |
| Lufthansa             | Säsong: Frankfurt (börjar 3 december 2024) |
| Luxair                | Säsong: Luxembourg |
| Neos                  | Säsong: Milan–Malpensa, Rome–Fiumicino |
| Norwegian Air Shuttle | Helsinki Säsong: London–Gatwick (fortsätter 2 december 2024), München (börjar 3 december 2024) |
| Ryanair               | Säsong: Beauvais (börjar 28 oktober 2024), Bergamo, Charleroi, Dublin, Liverpool, London–Stansted |
| Scandinavian Airlines | Säsong: Köpenhamn (börjar 2 december 2024) |
| SunExpress            | Säsong: İzmir (börjar 15 januari 2025) |
| Transavia             | Säsong: Paris–Orly |
| TUI Airways           | Säsong: Birmingham, Bristol, London–Gatwick, Manchester, Newcastle upon Tyne |
| Turkish Airlines      | Säsong: Istanbul |
| Vueling               | Säsong: Barcelona |